# 库普列耶沃农村居民点
库普列耶沃农村居民点（俄语：Купреевское сельское поселение）是俄罗斯联邦弗拉基米尔州古西赫鲁斯塔利内区所属的一个农村居民点。其下辖有12个居民点，行政中心为库普列耶沃。据2016年统计，该农村居民点的人口为3078人。